# Guy Bouten
Guy Bouten, né à Genk (Belgique) en 1946, est un journaliste et essayiste belge.

## Biographie
Licencié en sciences politiques et sociales de l’Université de Louvain, il a travaillé durant dix ans comme journaliste à la radio de la communauté néerlandophone et quinze ans pour la télévision de la VRT, notamment pour des émissions comme Het Journaal, Ter Zake et Panorama.
Actuellement actif dans le journalisme d'investigation (journalisme d'enquête), il a publié plusieurs ouvrages à caractère polémique : De Gids, en 1989 dans lequel il esquisse un portrait du président zaïrois Mobutu et de son entourage ; Mijn naam is Nina, livre où il raconte son infiltration dans le monde criminel albanais ; De Bende van Nijvel, en 2008, premier ouvrage consacré à sa recherche sur les tueries du Brabant. En 2009, il publie son enquête complétée et approfondie  : Tueries du Brabant : Le Dossier, Le Complot, Les Noms.

## Thèses
Pour Bouten, le financement d'opérations clandestines par la drogue est une des techniques employées par la CIA en Asie du Sud-Est dans les années 1960 ainsi que dans le conflit avec l'Afghanistan et les zones tribales du Pakistan à partir des années 1980.

## Ouvrages
- De Gids, Houtekiet, Antwerpen, 1989.
- Mijn naam is Nina, Van Halewyck, Leuven, 2003.
- Bende van Nijvel, Van Halewyck, Leuven, 2008
- Tueries du Brabant ; Le Dossier, Le Complot, Les Noms, Éditions de l'Arbre, Bruxelles, 2009.